# Amonet

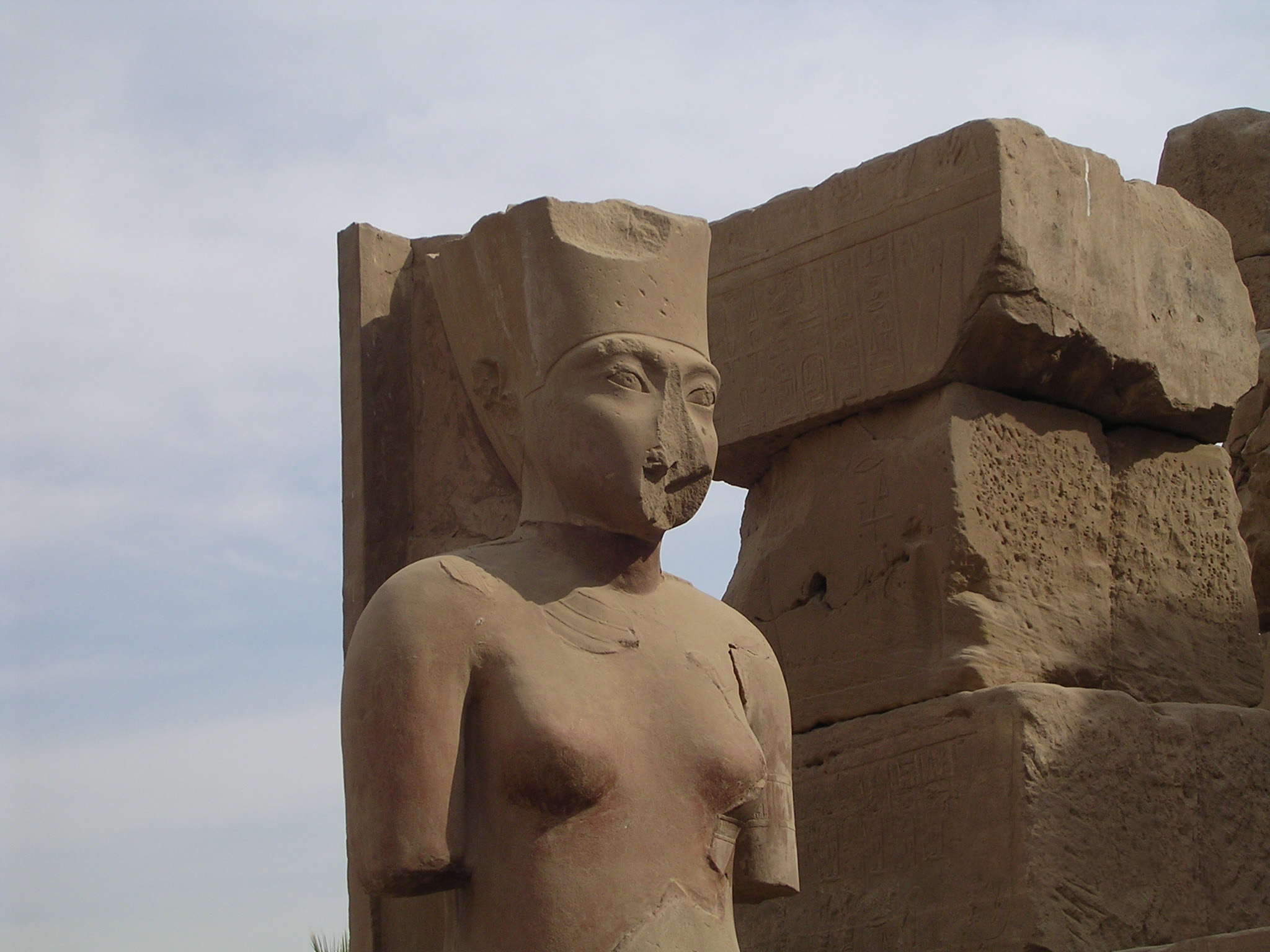
Amonet

Amonet è una divinità egizia appartenente alla religione dell'antico Egitto. Era la forma femminile, o paredra, del dio Amon che era la parte maschile.

## Genesi
La coppia rappresentava l'ignoto e faceva parte dell'Ogdoade ermopolitana. Questa era formata in origine dalle seguenti coppie:
- Nun e Nunet, il caos delle acque primordiali
- Kuk e Keket, l'oscurità
- Huh e Huhet, l'illimitatezza
- Niau e Niaunet, l'aria e il vento

Niau e Niaunet, nominati nei "Testi delle piramidi" ed in particolare nei testi della piramide di Huni (V dinastia), furono sostituiti successivamente da Amon e Amonet. Quest'ultima fu, a sua volta, sostituita dalla dea Mut, durante il Medio Regno. Amonet, tuttavia, continuò ad essere adorata anche in altri ruoli.

## Natura divina e culto

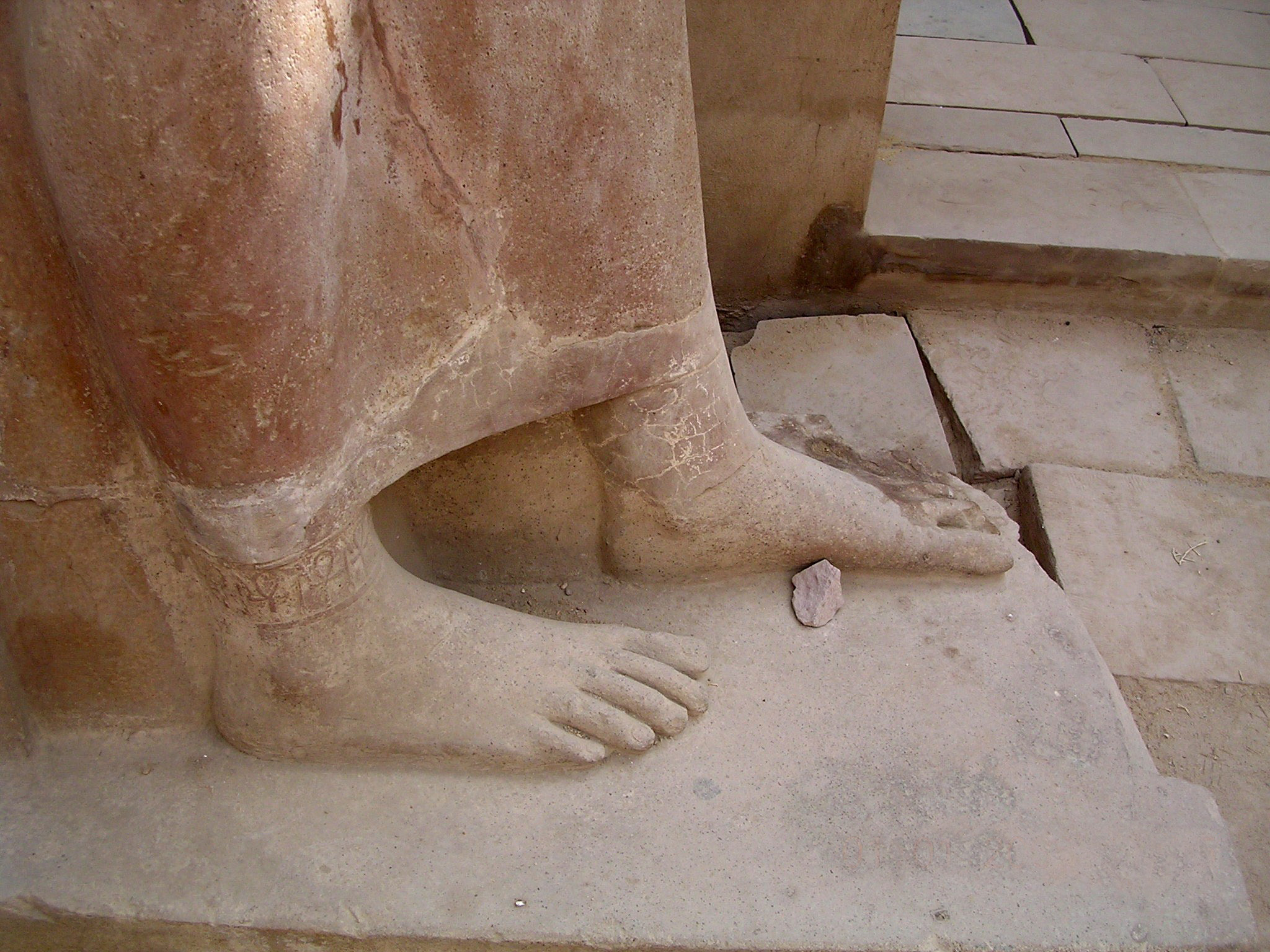
Particolare dei piedi della Statua di Amonet

Entrambi i nomi di Amon e Amonet sono menzionati spesso nei "Testi delle piramidi" ed il significato del nome Amonet è "colei che è nascosta". Dalla fusione di questo significato con quello di "aria e vento", Amonet personificava l'aria ignota e il vento impetuoso che agitavano il Caos primigenio da cui sarebbe stato, poi, creato il mondo.
La dea Amonet risale all'Antico Regno ed è citata sempre in unione con Amon. È raffigurata con corpo di donna e testa di ureo così come Amon è raffigurato con corpo di uomo e testa di rana. Spesso però la dea veniva raffigurata anche con la testa di gatto.
Nel Nuovo Regno, il clero tebano, che era il più potente, ebbe la necessità di crearsi una propria Cosmogonia e attinse alle dottrine più antiche appropriandosi della coppia Amon/Amonet, che rappresentò come una coppia di serpenti e negando la loro origine ermopolitana.
Gli aspetti e le caratteristiche di un dio, erano stabiliti dal clero più influente in quel dato contesto storico. Così a Tebe, Amonet, era solo la parte femminile di Amon mentre a Karnak rimase la sposa di Amon, non meno adorata della successiva sposa Mut che ebbe, a differenza di Amonet, il figlio Khonsu da Amon, facendola, di conseguenza, crescere d'importanza.
Il culto di Amonet già estremamente diffuso nella XVIII dinastia era officiato da sacerdoti di alto rango quali i "profeti" , proseguì almeno fino alla XXVI dinastia dove troviamo citato sempre nel tempio di Karnak, Horakhbit Primo sacerdote di Amon e profeta di Amonet  e continuò ad essere officiato fino al periodo tolemaico.

## Iconografia
Amonet è raffigurata:

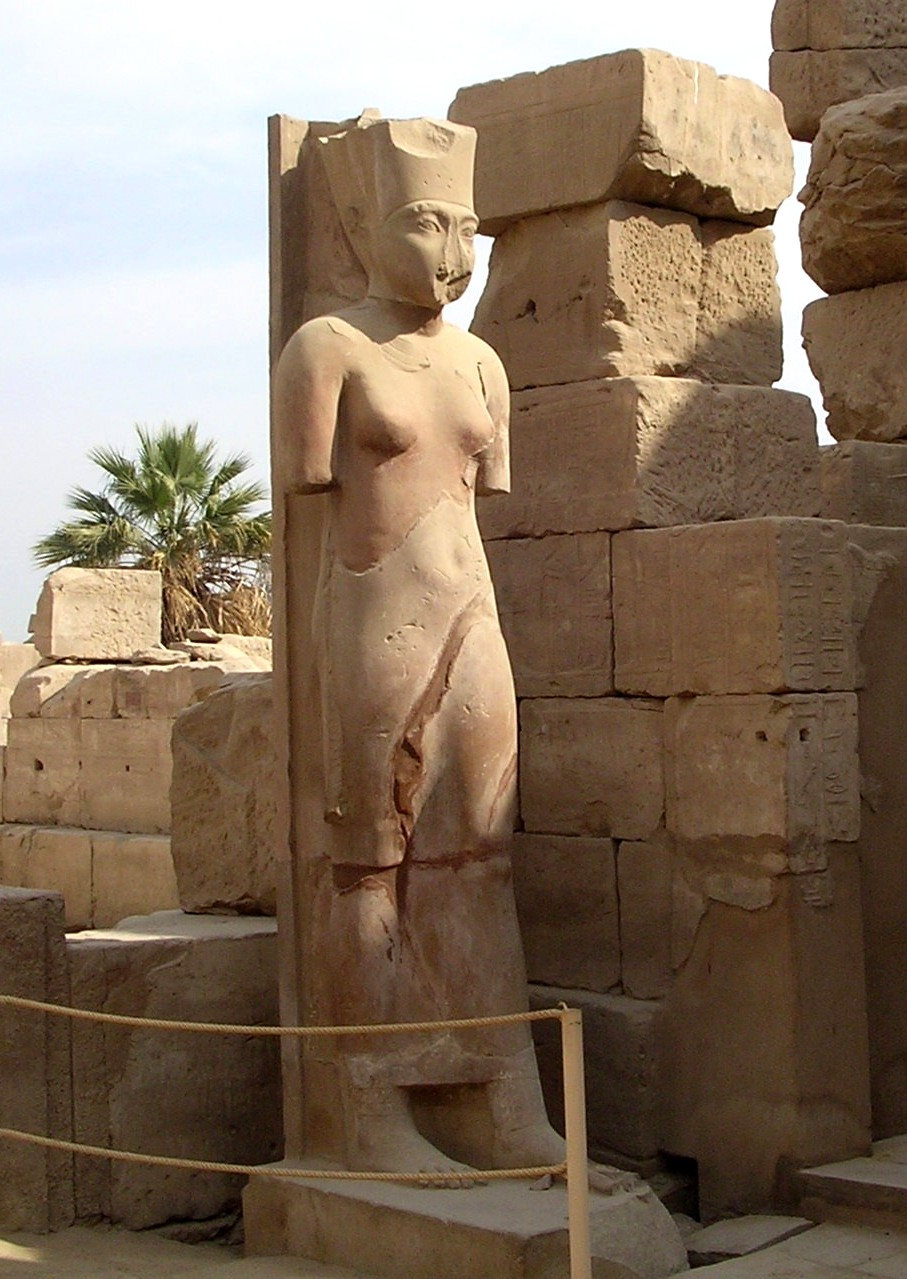
Statua della dea Amonet, nel tempio di Karnak

- nel tempio di Karnak, al VI pilone nella Sala degli Annali,  edificate da Thutmose III, vi sono due colonne di granito rosso che recano scolpite una il fior di loto, simbolo dell'Alto Egitto e l'altra il papiro, simbolo del Basso Egitto.

Accanto vi sono due statue: Amon ed Amonet. Quest'ultima è rappresentata in forma umana e con la corona rossa del delta del Nilo. Le statue risalgono a Tutankhamon che fece erigere per la coppia divina un grande tempio. In questa statua l'aspetto della dea è reso in maniera perfetta.
- nel tempio di Karnak, al III pilone, chiosco di Sesostri I. Qui la dea è mostrata, con raffinate decorazioni in rilievo, con il sovrano  e altri dei, nei riti svoltisi in occasione del giubileo (Festa Sed);
- nel tempio di Luxor, muro est dell'Atrio, vi sono scolpite scene del sovrano che offre latte, pesci, uccelli e unguenti al dio Amon e alla dea Amonet;
- nel tempio di Luxor, estremità della parete sud del colonnato, dove la dea Amonet è rappresentata con il dio Amon e la dea Mut omaggiati da Tutankhamon;
- nel monumento di Thutmose III dove la dea Amonet apre la schiera degli dei per il giubileo del sovrano.

Nell'iconografia, Amonet, è anche raffigurata come figura femminile:
- con il geroglifico della vita e lo stelo di papiro che simboleggia il rigenerarsi eterno delle anime dei giusti;
- alata in quanto era la dea primordiale dell'aria;
- con un falco o una piuma di struzzo sulla testa.

Tra i disegni di Ippolito Rosellini, da Monumenti dell'Egitto e della Nubia, uno rappresenta Seti I davanti ad Osiride e alle spalle di quest'ultimo vi è Amonet rappresentata come la dea dell'Occidente con sopra la testa il geroglifico dell'occidente e il falco. Tiene in mano l'ankh ed abbraccia il dio Osiride nel familiare gesto di molte coppie egizie.

## Forme sincretiche

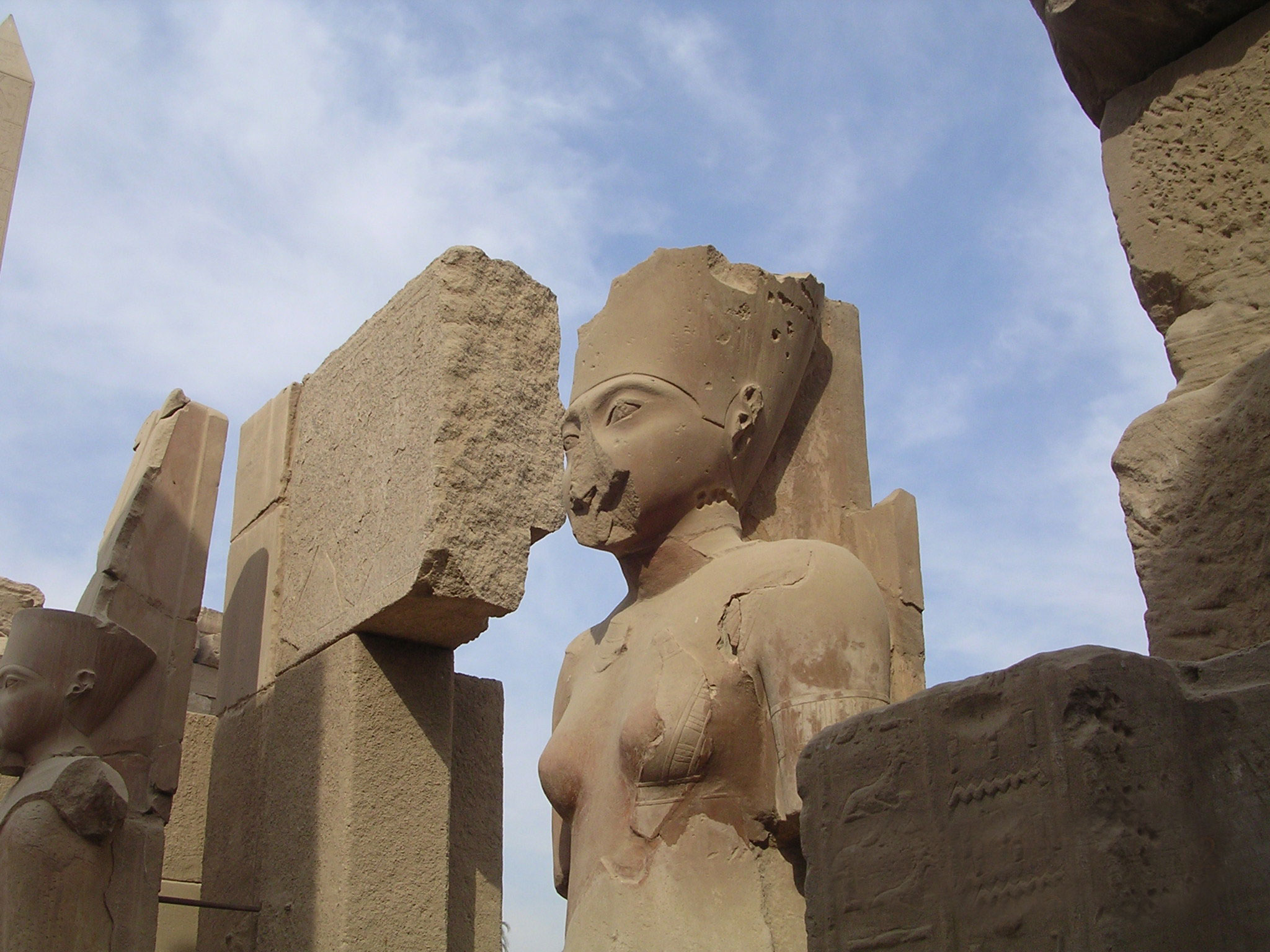
Statua della dea Amonet, a sinistra si intravede la statua di Amon

Man mano che il dio Amon cresceva d'importanza per il clero egizio, Amonet venne traslata in altre figure mitologiche, dai vari aspetti divini, che ne hanno reso spesso dubbia l'identità.

Inoltre la confusione tra nomi di etimologia egizia, egiziana e greca, reinterpretati poi nelle varie lingue moderne, non ne favorisce il processo identificativo. Per esempio, altri nomi di Amonet sono Amenet, Amentet, Amentit, Amonia, Amunet, Imentet, Imenti etc.
Per completezza, indichiamo che Amonet è stata identificata con:
- la dea Imentet in quanto impersonava la dea della Terra dell'Occidente che in egizio era detta Amenti (o Ament, Amentet) che significava "terra nascosta" (ossia il regno dei morti). Veniva rappresentata con belle fattezze, con il geroglifico occidente sulla testa, lo scettro delle dee, uadj, e l'ankh della vita nelle sue mani.

| R14 | t · t | N25 | B1 |

 imntt

Il geroglifico dell'occidente è disegnato con mezzo cerchio sorretto su due aste di lunghezze diverse, la più lunga delle quali è legata alla testa di Amonet con una fascia. Se così rappresentata prendeva appunto il nome di Imentet.
In un dipinto della tomba di Seti I, Amonet è raffigurata come la dea Hathor ma si differenzia da quest'ultima perché sopra la testa della dea, vi è il geroglifico dell'occidente.
Nella tomba di Menna è raffigurata con un falco sulla testa.
Nella seconda sala ipostila del tempio di Seti I, ad Abido, gli stupendi rilievi della parete, di squisita fattura, raffigurano Osiride assiso di fronte a Maat e Renpet con alle spalle Iside, Imentet e Nefti.
Anche nella tomba di Nefertari, Amonet è raffigurata, nel vestibolo, come Imentet/Hathor.
- la dea Amentit (o Amentet, Imentit) perché era la forma antropomorfizzata dell'Amenti cioè della dimora delle anime giuste e senza peccato. L'Amenti è illustrato nel libro dell'Amduat il cui significato è "chi è nella Duat (Oltretomba)". La Duat è diviso in dodici zone/ore e l'Amenti è situato nella V ora notturna. Lì si riunivano le anime dei defunti in attesa di essere traghettate. Ma poteva salire sulla barca solo l'anima di chi in vita era stato giusto e conosceva tutti i rituali sacri.
- la dea Iasaaset ossia "l'ombra di Atum". Come tale è divenuta la madre del creato e le fu dato l'appellativo di "la madre che è padre".
- la dea arborea del sicomoro poiché essendo Amonet dea dell'occidente ed essendo l'occidente la Terra dell'Oltretomba aveva il compito di accogliere i defunti e di nutrirli affinché si potessero rigenerare. In questa veste le fu associato il sicomoro. Ella accoglieva tutti quelli che avrebbero dovuto fare il grande viaggio. Viveva in un albero ai confini del deserto con lo sguardo rivolto verso l'Oltretomba. Durante il Periodo Tolemaico è raffigurata mentre allatta il faraone Filippo III Arrideo, fratellastro di Alessandro Magno, che è rappresentato come bambino divino.
- la dea Iusaas di Eliopoli identificata spesso con il titolo di  "la mano del dio", Iusaas significa  "ella viene con la sua potenza", anche con riferimento alle piene del Nilo.[1]

| D54 | G43 | O34 · O29 | D36 · O34 | B1 |

 iw.s ˁ.s (essa (è) grande)
Quest'ultimo epiteto significherebbe che questa dea si sia autogenerata come il dio Atum ed era anche il titolo della Divina Sposa di Amon. Similmente ad Amonet era la forma femminile di Atum e partecipò alla creazione del mondo. Iusaas, Nebethetepet e Temet erano le figure femminili affiancate ad Atum. 
Dea di Eliopoli aveva anche un tempio a lei dedicato. È raffigurata con uno scarabeo in testa.
- la dea Neith, ma in tarda epoca e mantenendo intatte le proprie caratteristiche.
- la dea Opet, dea ippopotamo [2] tebana che era adorata nell'Opet meridionale.

La dea Amonet era anche la dea tutelare sia dei faraoni che a lei si rivolgevano nelle feste Sed che dei periodi temporali nella successione faraonica. Ne consegue che, come dea protettrice dei sovrani, lo fosse anche dell'Egitto che essi rappresentavano.

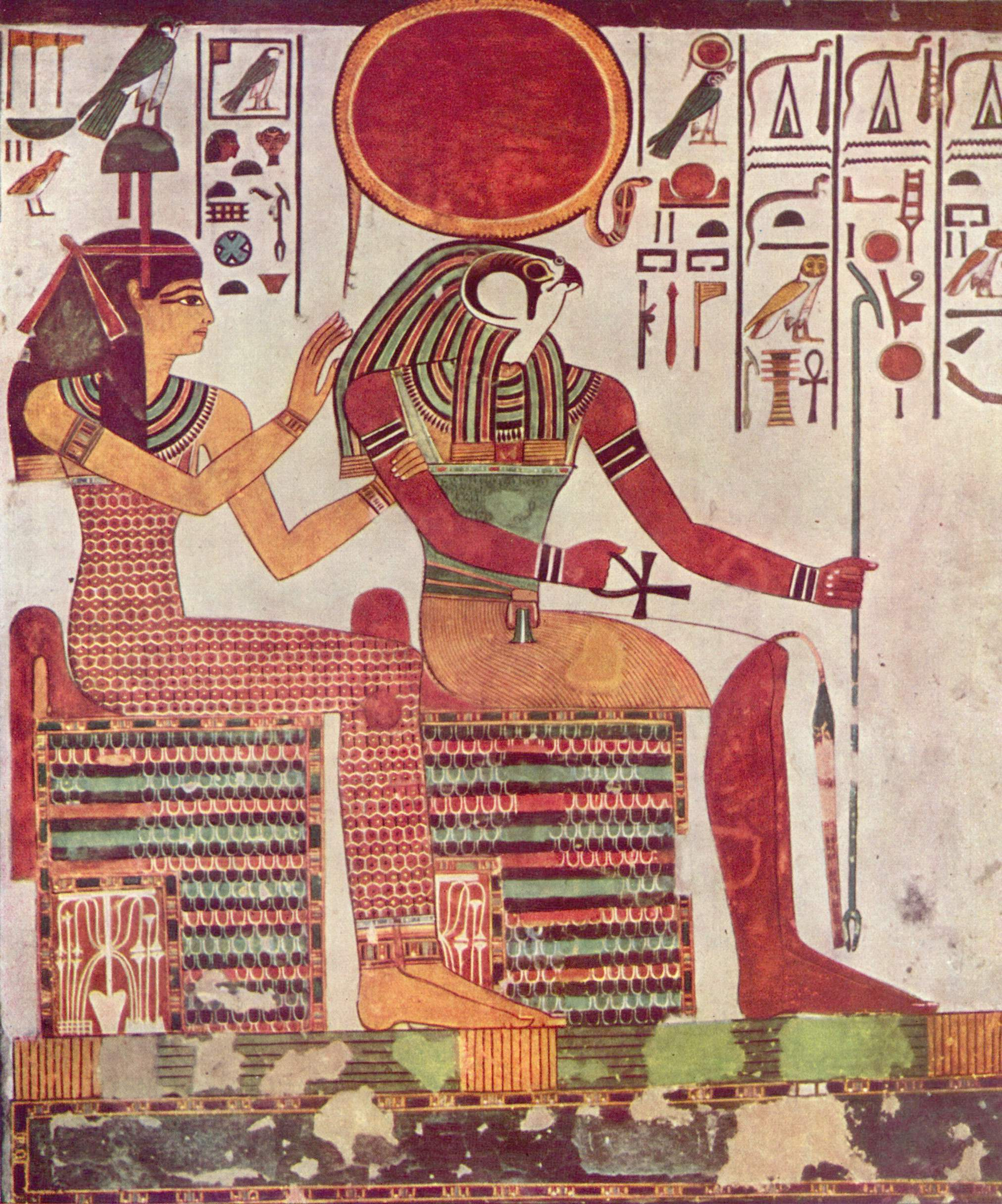
a sinistra la dea Amonet nella successiva identificazione in Iment/Amentet
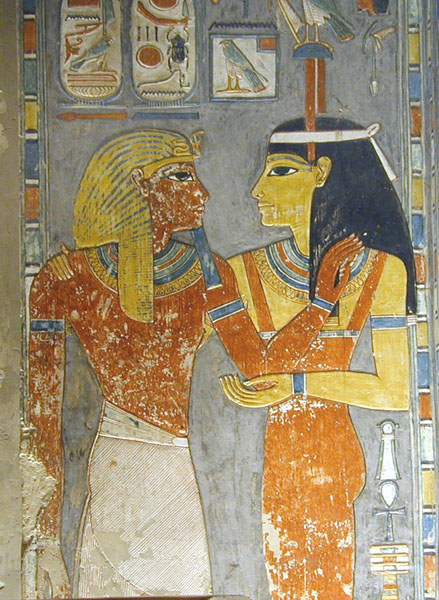
a destra la dea Iment